# Josef Jan Litomiský

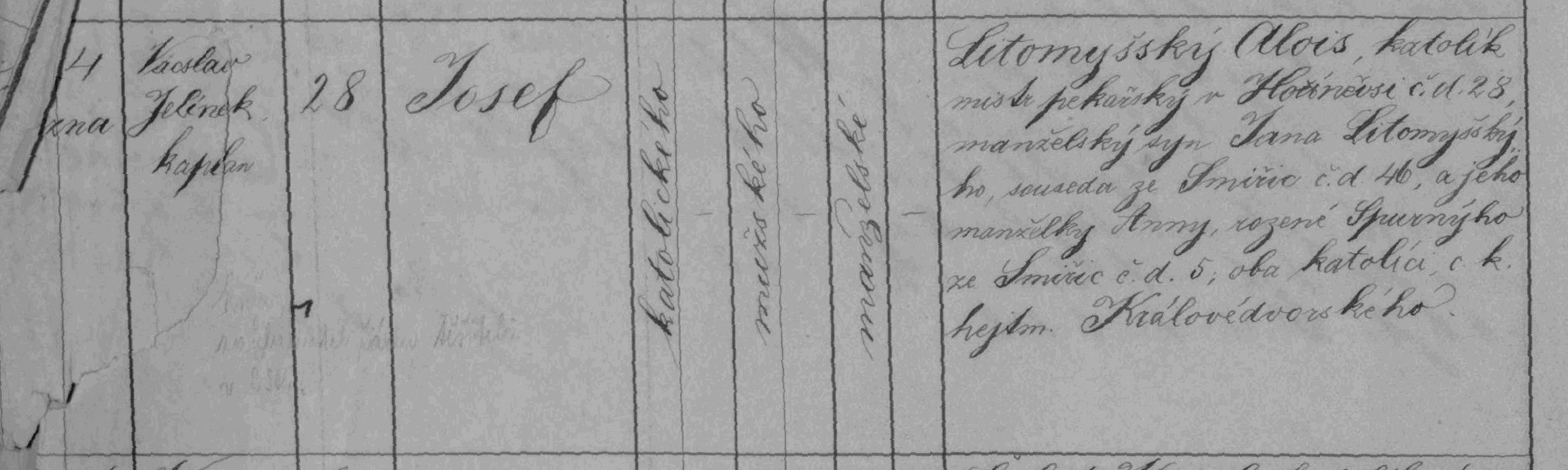
matriční zápis o narození Josefa Jana Litomiského (matrika N 1886-1915 obce Hořněvsi, SOA Zámrsk (1/2 dochovaného zápisu))

Josef Jan Litomiský (2. března 1888 Hořiněves – 6. června 1956 Praha) byl zakladatelem Kongregace bratří těšitelů z Gethseman.

## Život
V roce 1910 vstoupil do kněžského semináře v Praze, vysvěcen byl 12. července 1914 v Praze. Po svém působení v různých městech byl poslán na další teologická studia do Vídně. Tam se věnoval pastoraci českých a slovenských katolíků.
Tehdy probíhala první světová válka, a J. Litomiský během té doby působil rovněž ve vídeňských nemocnicích. Velmi trpěl tím, že mnozí umírali bez smíření s Bohem, a cítil touhu odčinit Bohu hříchy, které urážejí Jeho lásku a odebírají lidskou důstojnost. Dne 7. dubna 1922 vzniklo v rakouském Rennwegu malé společenství bratří těšitelů, přičemž J. Litomiský byl prvním, který složil sliby.
Roku 1933 na osobní audienci u papeže Pia XI. představil stanovy společenství a dosáhl jejich schválení. Důraz měl být kladen na adoraci, proto v každém klášteře měli bratři denně zůstat v modlitbě před Nejsvětější svátostí a vracet se do posledních chvil Ježíšova života.
Zaměření na poslední hodiny Ježíšova života přineslo ještě jedno přání, a to usadit se přímo v Jeruzalémě, pokud možno blízko Getsemanské zahrady, a konat tam smírné pobožnosti. Tak vznikl plán zakoupit pozemek a vybudovat kapli. V roce 1931 se Josef Litomiský dokonce vypravil osobně do Palestiny. Po jistých komplikacích se podařilo zakoupit pozemek a 28. července 1935 byla tzv. Cyrilometodějská smírná kaple vysvěcena.
J. Litomiský byl po likvidaci mužských řádů a kongregací v tehdejším Československu (tzv. Akce K v roce 1950) internován v Želivi a fyzický útlak se podepsal na jeho zdraví. Byl propuštěn na svobodu a přebýval na faře při kostele sv. Vojtěcha v Praze. Jeho zdravotní stav se neustále zhoršoval, zemřel 6. června 1956.